# Apatura intermedia
Apatura intermedia är en fjärilsart som beskrevs av Le Moult 1947. Apatura intermedia ingår i släktet Apatura och familjen praktfjärilar. Inga underarter finns listade i Catalogue of Life.